# Château de Sokolac
Le château de Sokolac est un château en ruines situé dans la ville de Brinje en Croatie. Il est appelé d'après le nom croate du faucon (sokol) qui apparaît sur le blason de la ville.

## Historique
Sa construction remonte au Moyen Âge quand la ville était la possession des nobles des familles Frankopan et Garai. Le château était un élément important des fortifications d'une cité médiévale. Il était dominé par une grande tour carrée qui contrôlait l'entrée et la chapelle de la Sainte-Trinité.

## Source
- (en) Cet article est partiellement ou en totalité issu de l’article de Wikipédia en anglais intitulé « Sokolac Castle » (voir la liste des auteurs).